# Andrea Gutiérrez Cahuana
Andrea Gutiérrez Cahuana (Oyolo; 25 de mayo de 1896 - Arequipa; 6 de febrero de 2020) fue una agricultora y ganadera peruana, considerada la persona viva más longeva del Perú hasta el 6 de febrero de 2020, fecha en la que falleció a la reclamada edad de 123 años y 257 días. Dada su edad, algunos analistas también la califican como la persona más longeva del mundo, superando a Jeanne Calment, aunque esto es fuente de debate. La edad no está verificada por el Gerontology Research Group, pero sí por el RENIEC.

## Biografía
Nació el 25 de mayo de 1896, en el distrito peruano de Oyolo, provincia de Páucar del Sara Sara, en el departamento de Ayacucho, en un país en reconstrucción que aún sufría las consecuencias de la guerra del Pacífico (1879-1883).
De origen quechua, su vida la desarrolló en el campo, trabajando la tierra y criando animales. A raíz del conflicto armado interno migró al departamento de Arequipa, asentándose junto a su hijo Pedro Pablo y su nuera en el distrito de Tiabaya. Llegó a tener 12 hijos, de los cuales 4 siguen vivos (3 mujeres y 1 hombre); dos de sus hijos fueron asesinados por Sendero Luminoso. Presentaba lucidez plena a su ya avanzada edad.
Fue afiliada al programa de Pensión 65 desde 2012. En 2018 sufrió una caída, sin llegar a ser grave. El 4 de febrero de 2020 fue internada en el Hospital Goyeneche, tras una repentina nueva caída, sufriendo una contusión y escoriaciones en la región frontal derecha, y también se le descubrieron quemaduras de segundo grado en el antebrazo derecho. Su estabilidad se vio muy afectada, debido a lo cual falleció el 6 de febrero de 2020.
El Gobierno Regional de Arequipa ofreció a los familiares de Gutiérrez apoyo en los gastos del sepelio.

## Alimentación como motivo de su longevidad
La dieta de Andrea Gutiérrez consistió en productos oriundos de los Andes, como maíz, trigo, quinua y carne de alpaca. No consumía alcohol, tampoco fumó y se abstuvo de "chacchar" (mascar) coca.

## Presunción como la persona más longeva del mundo
El 13 de marzo de 2019, el Gobierno Regional de Arequipa informó que estaba haciendo un trabajo para que los Record Guinness reconocieran a Andrea como la persona viva más longeva del mundo, superando a la japonesa Kane Tanaka, de 116 años. El 15 de marzo del mismo año, el Registro Nacional de Identificación y Estado Civil confirmó que Gutiérrez Cahuana pasaba los 122 años de edad, de acuerdo a la fecha de entonces, y un funcionario del ente gubernamental informó:

Es probable que sea cierto o no, debido a que por la edad, no creo que exista un acta de nacimiento del siglo XIX (es decir del año 1896), pero en el (Reniec) desde hace muchos años existe el proceso de inscripción extemporánea para personas que no cuentan con documentos personales.